# 英式沙律醬
英式沙拉醬簡稱沙律醬，是一種濃稠的淺黃色調味醬汁，含25-50%油在水中、亦融入蛋黃、酸醋。亦可包括糖、芥末、食鹽、食用色素等成份在1920年代於英國發明，一般會用作沙律、三明治、麵包、薯條等的調味品。由於沙律醬的成本較高，蛋黃醬亦誕生，味道和沙律醬相近，可取代沙律醬。